# Gran Premio de Sudáfrica de Motociclismo de 2003
El Gran Premio de Sudáfrica de Motociclismo de 2003 fue la segunda prueba del Campeonato del Mundo de Motociclismo de 2003. Tuvo lugar en el fin de semana del 25 al 27 de abril de 2003 en el Phakisa Freeway, situado en Welkom, Provincia del Estado Libre, Sudáfrica. La carrera de MotoGP fue ganada por Sete Gibernau, seguido de Valentino Rossi y Max Biaggi. Manuel Poggiali ganó la prueba de 250cc, por delante de Randy de Puniet y Franco Battaini. La carrera de 125cc fue ganada por Dani Pedrosa, Andrea Dovizioso fue segundo y Steve Jenkner tercero.

## Resultados MotoGP
| Pos             | N.º | Piloto             | Constructor | Vueltas | Tiempo/Retirado | Grilla | Puntos |
| --------------- | --- | ------------------ | ----------- | ------- | --------------- | ------ | ------ |
| 1               | 15  | Sete Gibernau      | Honda       | 28      | 44:10.398       | 1      | 25     |
| 2               | 46  | Valentino Rossi    | Honda       | 28      | +0.363          | 2      | 20     |
| 3               | 3   | Max Biaggi         | Honda       | 28      | +5.073          | 3      | 16     |
| 4               | 12  | Troy Bayliss       | Ducati      | 28      | +12.606         | 9      | 13     |
| 5               | 4   | Alex Barros        | Yamaha      | 28      | +18.930         | 10     | 11     |
| 6               | 11  | Tohru Ukawa        | Honda       | 28      | +19.113         | 6      | 10     |
| 7               | 69  | Nicky Hayden       | Honda       | 28      | +20.156         | 11     | 9      |
| 8               | 17  | Norifumi Abe       | Yamaha      | 28      | +20.870         | 14     | 8      |
| 9               | 7   | Carlos Checa       | Yamaha      | 28      | +22.125         | 7      | 7      |
| 10              | 19  | Olivier Jacque     | Yamaha      | 28      | +25.218         | 12     | 6      |
| 11              | 56  | Shinya Nakano      | Yamaha      | 28      | +35.903         | 5      | 5      |
| 12              | 9   | Nobuatsu Aoki      | Proton KR   | 28      | +39.258         | 15     | 4      |
| 13              | 21  | John Hopkins       | Suzuki      | 28      | +50.230         | 16     | 3      |
| 14              | 6   | Makoto Tamada      | Honda       | 28      | +1:01.441       | 18     | 2      |
| 15              | 10  | Kenny Roberts, Jr. | Suzuki      | 28      | +1:04.142       | 17     | 1      |
| 16              | 88  | Andrew Pitt        | Kawasaki    | 28      | +1:23.083       | 20     |        |
| 17              | 8   | Garry McCoy        | Kawasaki    | 27      | +1 lap          | 21     |        |
| Ret             | 41  | Noriyuki Haga      | Aprilia     | 12      | Retirement      | 19     |        |
| Ret             | 65  | Loris Capirossi    | Ducati      | 8       | Retirement      | 4      |        |
| Ret             | 45  | Colin Edwards      | Aprilia     | 0       | Accident        | 8      |        |
| Ret             | 99  | Jeremy McWilliams  | Proton KR   | 0       | Accident        | 13     |        |
| Reporte Oficial |     |                    |             |         |                 |        |        |

## Resultados 250cc
| Pos             | N.º | Piloto           | Constructor | Vueltas | Tiempo/Retirado | Grilla | Puntos |
| --------------- | --- | ---------------- | ----------- | ------- | --------------- | ------ | ------ |
| 1               | 54  | Manuel Poggiali  | Aprilia     | 26      | 42:14.305       | 2      | 25     |
| 2               | 7   | Randy de Puniet  | Aprilia     | 26      | +0.615          | 1      | 20     |
| 3               | 21  | Franco Battaini  | Aprilia     | 26      | +5.641          | 3      | 16     |
| 4               | 5   | Sebastián Porto  | Honda       | 26      | +12.147         | 5      | 13     |
| 5               | 3   | Roberto Rolfo    | Honda       | 26      | +12.967         | 8      | 11     |
| 6               | 14  | Anthony West     | Aprilia     | 26      | +19.569         | 7      | 10     |
| 7               | 10  | Fonsi Nieto      | Aprilia     | 26      | +23.080         | 4      | 9      |
| 8               | 24  | Toni Elías       | Aprilia     | 26      | +27.296         | 6      | 8      |
| 9               | 50  | Sylvain Guintoli | Aprilia     | 26      | +30.187         | 11     | 7      |
| 10              | 8   | Naoki Matsudo    | Yamaha      | 26      | +31.447         | 9      | 6      |
| 11              | 33  | Héctor Faubel    | Aprilia     | 26      | +31.511         | 10     | 5      |
| 12              | 26  | Alex Baldolini   | Aprilia     | 26      | +39.311         | 15     | 4      |
| 13              | 34  | Eric Bataille    | Honda       | 26      | +40.209         | 13     | 3      |
| 14              | 16  | Johan Stigefelt  | Aprilia     | 26      | +46.756         | 14     | 2      |
| 15              | 57  | Chaz Davies      | Aprilia     | 26      | +54.833         | 20     | 1      |
| 16              | 13  | Jaroslav Huleš   | Yamaha      | 26      | +1:02.623       | 23     |        |
| 17              | 36  | Erwan Nigon      | Aprilia     | 26      | +1:09.165       | 18     |        |
| 18              | 15  | Christian Gemmel | Honda       | 26      | +1:16.891       | 22     |        |
| 19              | 18  | Henk vd Lagemaat | Honda       | 25      | +1 lap          | 24     |        |
| Ret             | 9   | Hugo Marchand    | Aprilia     | 11      | Retirement      | 17     |        |
| Ret             | 98  | Katja Poensgen   | Honda       | 10      | Retirement      | 25     |        |
| Ret             | 96  | Jakub Smrž       | Honda       | 9       | Accident        | 16     |        |
| Ret             | 28  | Dirk Heidolf     | Aprilia     | 8       | Retirement      | 19     |        |
| Ret             | 11  | Joan Olivé       | Aprilia     | 3       | Retirement      | 21     |        |
| DSQ             | 6   | Alex Debón       | Honda       | 10      | Disqualified    | 12     |        |
| Reporte Oficial |     |                  |             |         |                 |        |        |

## Resultados 125cc
| Pos             | N.º | Piloto            | Constructor | Vueltas | Tiempo/Retirado | Grilla | Puntos |
| --------------- | --- | ----------------- | ----------- | ------- | --------------- | ------ | ------ |
| 1               | 3   | Dani Pedrosa      | Honda       | 24      | 40:46.694       | 7      | 25     |
| 2               | 34  | Andrea Dovizioso  | Honda       | 24      | +0.356          | 3      | 20     |
| 3               | 17  | Steve Jenkner     | Aprilia     | 24      | +0.548          | 6      | 16     |
| 4               | 41  | Youichi Ui        | Aprilia     | 24      | +0.754          | 1      | 13     |
| 5               | 22  | Pablo Nieto       | Aprilia     | 24      | +0.839          | 2      | 11     |
| 6               | 15  | Alex de Angelis   | Aprilia     | 24      | +1.965          | 4      | 10     |
| 7               | 36  | Mika Kallio       | Honda       | 24      | +13.997         | 8      | 9      |
| 8               | 4   | Lucio Cecchinello | Aprilia     | 24      | +14.790         | 11     | 8      |
| 9               | 8   | Masao Azuma       | Honda       | 24      | +16.790         | 12     | 7      |
| 10              | 27  | Casey Stoner      | Aprilia     | 24      | +20.649         | 19     | 6      |
| 11              | 23  | Gino Borsoi       | Aprilia     | 24      | +21.809         | 15     | 5      |
| 12              | 1   | Arnaud Vincent    | KTM         | 24      | +22.015         | 14     | 4      |
| 13              | 80  | Héctor Barberá    | Aprilia     | 24      | +23.814         | 13     | 3      |
| 14              | 24  | Simone Corsi      | Honda       | 24      | +23.871         | 16     | 2      |
| 15              | 6   | Mirko Giansanti   | Aprilia     | 24      | +24.786         | 9      | 1      |
| 16              | 42  | Gioele Pellino    | Aprilia     | 24      | +39.565         | 24     |        |
| 17              | 12  | Thomas Lüthi      | Honda       | 24      | +42.280         | 22     |        |
| 18              | 32  | Fabrizio Lai      | Malaguti    | 24      | +42.379         | 25     |        |
| 19              | 79  | Gábor Talmácsi    | Aprilia     | 24      | +51.145         | 10     |        |
| 20              | 58  | Marco Simoncelli  | Aprilia     | 24      | +51.186         | 18     |        |
| 21              | 33  | Stefano Bianco    | Gilera      | 24      | +53.316         | 17     |        |
| 22              | 63  | Mike Di Meglio    | Aprilia     | 24      | +55.253         | 30     |        |
| 23              | 26  | Emilio Alzamora   | Derbi       | 24      | +56.952         | 21     |        |
| 24              | 48  | Jorge Lorenzo     | Derbi       | 24      | +57.035         | 20     |        |
| 25              | 19  | Álvaro Bautista   | Aprilia     | 24      | +58.109         | 26     |        |
| 26              | 14  | Chris Martin      | Aprilia     | 24      | +58.622         | 28     |        |
| 27              | 31  | Julián Simón      | Malaguti    | 24      | +1:05.036       | 27     |        |
| 28              | 10  | Roberto Locatelli | KTM         | 24      | +1:11.674       | 29     |        |
| 29              | 78  | Peter Lenart      | Honda       | 24      | +1:35.808       | 33     |        |
| Ret             | 11  | Max Sabbatani     | Aprilia     | 10      | Retirement      | 23     |        |
| Ret             | 21  | Leon Camier       | Honda       | 7       | Retirement      | 32     |        |
| Ret             | 25  | Imre Tóth         | Honda       | 2       | Retirement      | 31     |        |
| Ret             | 7   | Stefano Perugini  | Aprilia     | 1       | Retirement      | 5      |        |
| Reporte Oficial |     |                   |             |         |                 |        |        |